# Doresu no nugikata
Doresu no nugikata (ドレスの脱ぎ方?) è l'EP di debutto della band giapponese Gesu no Kiwami Otome, pubblicato il 6 marzo 2013 da gesukiwa records.
Sono stati prodotti i video musicali per i brani Burakku Parēdo e Doresu o nuge, entrambi diretti da Sugimoto Shigeru.

## Background
La band Gesu no Kiwami Otome si è formata nel maggio 2012 su iniziativa di Enon Kawatani, cantante e autore degli indigo la End, che si è unito ai membri di altre band che Kawatani stimava. Il 17 settembre viene aperto il sito ufficiale del gruppo e il 20 settembre viene pubblicato su Disk Union un demo autoprodotto chiamato Otome no Nichijō.EP (乙女の日常 .EP?). Il gruppo ha tenuto i suoi primi concerti nel novembre 2012 e Otome no Nichijō.EP ha venduto costantemente presso Disk Union, diventando una delle uscite più acquistate dal sito nel mese di dicembre.
Il 27 gennaio, viene annunciato dal gruppo Doresu no nugikata. All'artista Nobumi Fukui è stato chiesto di disegnare la copertina che prende ispirazione dal nome della band.
Il 21 febbraio è stato pubblicato su YouTube il video di Burakku Parēdo, diretto da Tadashi Sugimoto. Il video era stato girato meno di due settimane prima, il 10 febbraio. All'inizio di aprile 2013, Gesu no Kiwami Otome hanno fatto la loro prima apparizione nei programmi radiofonici di J-Wave, Radio Donuts e Hello World.
Il 20 aprile, il gruppo si è esibito in un concerto dal vivo per promuovere l'uscita del disco allo Shimokitazawa Era di Tokyo, intitolato Gesu Otome Shūkai Vol.1. In occasione di questo concerto, il gruppo ha pubblicato un secondo demo, Otome to Dansu.ep (乙女とダンス.ep?). Il 12 maggio il gruppo ha girato un secondo video musicale con Tadashi Sugimoto per la canzone Doresu o nuge, che è stato presentato su YouTube 10 giorni dopo.
Gesu no Kiwami Otome si sono esibiti al festival Space Shower Sweet Love Shower 2013 il 1º settembre a Yamanashi e hanno tenuto il loro primo concerto su larga scala a Kanazawa il 14 settembre.

## Tracce
Testi e musiche di Enon Kawatani.
1. ぶらっくパレード (Burakku Parēdo?) – 5:22
2. モニエは悲しむ (Monie wa kanashimu?) – 4:07
3. ゲスの極み (Gesu no kiwami?) – 1:34
4. momoe – 5:17
5. ドレスを脱げ (Doresu o nuge?) – 4:55

## Classifiche
| Classifica                          | Posizione massima |
| ----------------------------------- | ----------------- |
| Oricon Japan classifica settimanale | 123               |

### Vendite
| Classifica             | Totale |
| ---------------------- | ------ |
| Vendite fisiche Oricon | 14.000 |